# Arvid Uggla (veterinär)
Arvid Henning Eriksson Uggla, född 10 maj 1948 i Vänersborg, är en svensk veterinär och professor vid Sveriges lantbruksuniversitet (SLU) i Uppsala.

## Biografi
Arvid Uggla avlade veterinärexamen vid Veterinärhögskolan i Stockholm 1974 och blev veterinärmedicine doktor 1986 på en avhandling om den encelliga parasiten Toxoplasma gondii hos livsmedelsproducerande djur. 1991 blev han professor i parasitologi vid Sveriges lantbruksuniversitet och avdelningschef vid Statens veterinärmedicinska anstalt där han ledde utvecklingen av den av de två instituten gemensamma veterinärparasitologiska forskningsenheten SWEPAR till och med år 2003. Under åren 2004–2009 var han dekanus för den då nybildade fakulteten för veterinärmedicin och husdjursvetenskap vid Sveriges lantbruksuniversitet. Åren 2012–2013 var han föreståndare för programmet ”Agricultural sciences for global development” (SLU Global) vid Sveriges lantbruksuniversitet.
Ugglas forskning har rört sig inom det parasitologiska fältet men har haft fokus på encelliga parasiter som Toxoplasma gondii och andra coccidier, och han deltog tillsammans med amerikanska forskare i beskrivningen och namngivningen av Nesopora caninum  som är en internationellt betydelsefull orsak till kastning hos nötkreatur. Han är författare till omkring 350 skrifter inom området veterinärmedicinsk parasitologi, varav cirka 130 är publicerade i refereegranskade vetenskapliga tidskrifter.
Arvid Uggla var under åren 1971–1984 medlem i musikgruppen Iskra.

## Utmärkelser
Arvid Uggla blev ledamot av Kungliga Skogs- och Lantbruksakademien 1996, av Kungliga Vetenskapssamhället i Uppsala 2001 och av Kungliga Vetenskaps-Societeten i Uppsala 2011.
Han belönades 2010 med Kungl. Skogs- och Lantbruksakademiens A.W. Bergstens pris.